# Idiothele mira
Idiothele mira là một loài nhện trong họ Theraphosidae.
Loài này thuộc chi Idiothele. Idiothele mira được miêu tả năm 2010 bởi Gallon.